# Antonio Linage Conde
Antonio Linage Conde (Sepúlveda, 1931) es un historiador y medievalista español. Autor de varias obras de monástica medieval, ha sido profesor en las universidades de Salamanca y CEU San Pablo.

## Biografía
Nació en la localidad segoviana de Sepúlveda el 9 de octubre de 1931, hijo del cronista y procurador sepulvedano Antonio Linage Revilla y Petra Conde Sanz. Ha sido profesor en las universidades de Salamanca y San Pablo de Madrid.
De profesión notario, Linage Conde es autor de obras históricas como Los orígenes del monacato benedictino en la península ibérica (1973), en origen su tesis doctoral, publicada en tres tomos, El monacato en España e Hispanoamérica (1977), Una regla monástica riojana femenina del siglo X (1973), prologada por Charles Julian Bishko, San Benito y los Benedictinos (1992-1993), con siete tomos, Alfonso VI, el rey hispano y europeo de las tres religiones: 1065-1109 (1994), Sor Juana-Inés de la Cruz, mujer y monja de México (2000) o Entre nubes de incienso (2002), entre otras, además de la novela El arcángel de Montecasino. Académico correspondiente de la Real Academia de la Historia para Salamanca desde 1974, es también cronista oficial de Sepúlveda, su localidad natal.